# Euphrasia putoranica
Euphrasia putoranica là loài thực vật có hoa thuộc họ Cỏ chổi. Loài này được Vodop. mô tả khoa học đầu tiên.